# Sandraggmossa
Sandraggmossa (Racomitrium canescens) är en bladmossart som beskrevs av Johann Hedwig. Sandraggmossa ingår i släktet raggmossor, och familjen Grimmiaceae. Arten växer på sand på öppna platser över hela Norden, främst nedanför fjällen.